# 山形県を舞台とした作品一覧
山形県を舞台とした作品一覧（やまがたけんをぶたいとしたさくひんいちらん）では、山形県内をモチーフ、ロケーションとした文芸、テレビ、映画、漫画・アニメーション作品などについて記述する。

## 文芸作品（小説・古典・紀行・その他）
- 会津ー米沢復讐回路（草野唯雄）
- いしゃ先生（あべ美佳）
- 上杉景勝（ 近衛龍春）
- 上杉太平記（長谷川伸）
- 上杉鷹山（童門冬二）
- 羽越本線 北の追跡者（西村京太郎）
- 羽州ものがたり（菅野雪虫）
- 漆の実のみのる国（藤沢周平）
- 奥の細道
- 街道をゆく10「羽州街道」（司馬遼太郎）
- 柿山伏
- 隠し剣秋風紗（藤沢周平）
- 片倉小十郎景綱―伊達政宗を奥州の覇者にした補佐役（近衛龍春）
- 月山（森敦）
- 寒河江伝説（半村良）
- 人間狩り(二〇三〇年東北自治区、ヒューマニスト)(半村良)
- 月山妖幻殺人行（生田直親）
- 急行もがみ殺人事件（西村京太郎）
- 紅藍の女殺人事件（内田康夫）
- 下駄の上の卵（井上ひさし）
- 高安犬物語（戸川幸夫）
- 古庫裏婆
- 災厄つばさ121号（西村京太郎）
- 蔵王高原殺人事件（梓林太郎）
- 蔵王山荘皆殺し（草野唯雄）
- 殺意の三面峡谷 渓流釣り殺人事件（太田蘭三）
- 殺人行おくの細道（松本清張）
- さむらい道（高橋義夫）
- シンセミア（阿部和重）
- キャプテンサンダーボルト（阿部和重、伊坂幸太郎）
- 寝台特急出羽日本海殺人事件（荻原秀夫）
- 砂の女（安部公房）
- 蟬しぐれ（藤沢周平）
- 即身仏の殺人（高橋克彦）
- 蒼茫の大地、滅ぶ（西村寿行）
- 大軍師直江山城守（中村晃）
- たそがれ清兵衛
- 伊達三代記（小川由秋）
- 伊達繁実（近衛龍春）
- 伊達政宗（山岡荘八）
- 伊達政宗（海音寺潮五郎）
- つばさ111号の殺人（西村京太郎）
- 出羽三山殺人事件（梓林太郎）
- 天地人（火坂雅志）
- 天童駒殺人事件（中町信）
- 東京・山形殺人ルート（西村京太郎）
- 峠道 鷹の見た風景（上田秀人）
- 独眼竜政宗（津本陽）
- 十津川警部 赤と青の幻覚（西村京太郎）
- 十津川警部みちのくで苦悩する（西村京太郎）
- 十津川警部 ロマンの死銀山温泉（西村京太郎）
- 直江兼続 北の王国（童門冬二）
- 直江兼続（江宮隆之）
- 直江山城守兼続（近衛龍春）
- ニッポニアニッポン（阿部和重）
- 日本百名山（深田久弥）
- 日本百名峠（井出孫六）
- はて知らず記（正岡子規）
- 花の百名山（田中澄江）
- 春の鷹（風巻絃一）
- 盤上の向日葵（柚月裕子）
- 向日葵を手折る（彩坂美月）
- ぼくたちと駐在さんの700日戦争
- 北天に楽土あり最上義光伝（天野純希）
- みちのく殺人特急（荻原秀夫）
- 最上峡殺人事件（津村秀介）
- 最上義光（中村晃）
- 山形新幹線殺人事件（西村京太郎）
- 山形新幹線つばさ殺人事件（斎藤栄）
- 山形新幹線「つばさ」の女（峰隆一郎）
- 山桜（藤沢周平）
- 湯殿山麓呪い村（山村正夫）
- 沃野の伝説（内田康夫）
- 龍神の森殺人事件（木谷恭介）

## テレビドラマ
- 愛と野望の独眼竜 伊達政宗
- いしゃ先生
- いちばん星
- 上杉鷹山-二百年前の行政改革-
- おしん
- おばあさんの反乱
- 温泉若おかみの殺人推理24
- さすらい刑事旅情編
  - V13話「山形新幹線・殺意の名将戦振り飛車の女」
  - Ⅵ15話「記憶喪失の男・血塗られた切符」
- 事件記者 浦上伸介4
- 十字路
- 西部警察 PART-III
  - 「走る炎!!酒田-山形編」
  - 「誘拐！山形ー蔵王ルート山形編」
- 捜査検事・近松茂道3
- 天地人
- 独眼竜政宗
- 農家の嫁は弁護士!神谷純子のふるさと事件簿
- 盤上の向日葵
- 百年の物語
- もってのほか
- 私の青おに

### 特撮
- 大魔神カノン

## 映画
- いしゃ先生
- 小川の辺
- おくりびと
- おしん
- 男はつらいよ 葛飾立志篇
- おにぎりARCADIA物語
- おもひでぽろぽろ
- 月山
- 銀嶺の王者
- ゴジラvsスペースゴジラ
- シルク
- スウィングガールズ
- スノープリンス 禁じられた恋のメロディ
- 蟬しぐれ
- たそがれ清兵衛
- デンデラ
- トラック野郎 度胸一番星
- 武士の一分
- 山形スクリーム
- 山桜
- 山びこ学校
- 湯殿山麓呪い村
- よみがえりのレシピ
- 流★星
- 好きでも嫌いなあまのじゃく
- アイ・アム まきもと

## 漫画
- 上杉鷹山 米沢藩を救った男（岡村賢二）
- 国が燃える（本宮ひろし）
- 白い戦士ヤマト（高橋よしひろ）
- 伊達政宗（横山光輝）
- 釣りバカ日誌43巻、44巻（やまさき十三、北見けんいち）
- ラブひな（赤松健）
- ルックバック（藤本タツキ）
- レベルE（富樫義博）

## テレビアニメ
- さくらんBOY DT
- ラブひな（赤松健）
- レベルE[1]
- おもひでぽろぽろ
- お兄ちゃんはおしまい!

## 音楽作品
- 朝ぐもの
- おしんの子守唄
- ガッタ山形
- 紅の舟歌（北見恭子）
- これぞ天下の上杉節
- 蔵王（合唱組曲）
- 酒田港（大泉逸郎）
- 庄内平野 風の中（水森かおり）
- 月の山
- 一つ頂戴さくらんぼ
- 真室川音頭（水木伊佐緒）
- 雪の最上川（大泉逸郎）
- 服部（UNICORN）

### PV
- BURN（THE YELLOW MONKEY）

## ゲーム
- 街道バトル2 CHAIN REACTION
- 桜咲きました
- なでしこドリップ
- ゆのはな

## 絵画
- 温海の風景（芳賀準録）

## ラジオドラマ
- 空振りホームラン（NHK-FM、FMシアター）
- 父さんの花笠（NHK-FM、FMシアター）